# 이중음자

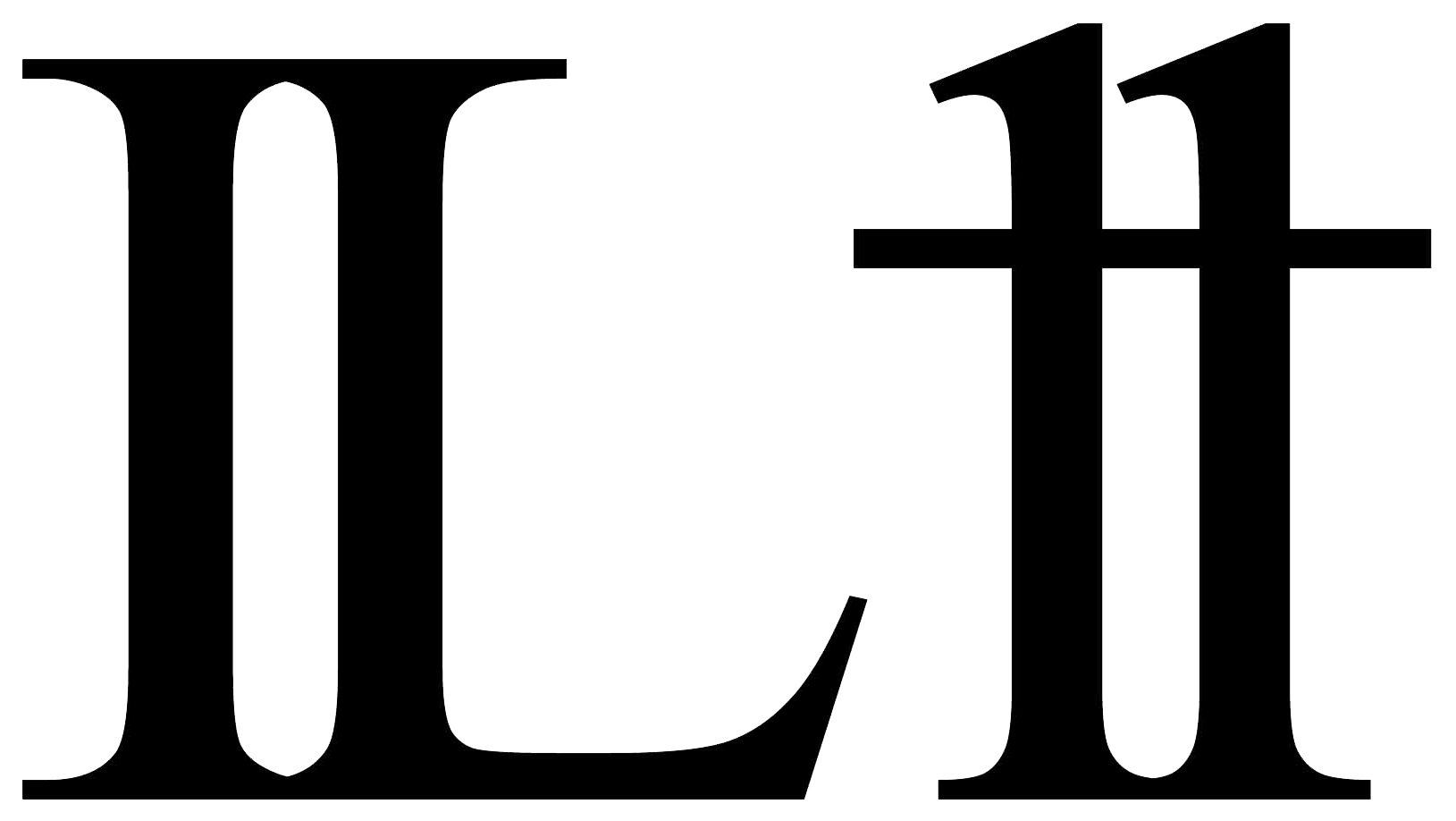

이중음자(二重音字, digraph, digram)란 두 개의 글자 조합으로 이루어져 하나의 음소를 나타내는 문자의 짝이다. 이철일음자(ニ綴一音字)라고도 한다. 보통 로마자에서 자주 사용되나, 한글의 ㅏ+ㅣ로 이루어진 ㅐ나, ㅗ+ㅏ로 이루어진 ㅘ, ㄱ+ㅅ으로 이루어닌 ㄳ 등도 관점에 따라 이중음자의 일종으로 볼 수 있다. 보통 기본 자모만으로 특정 언어의 음소를 모두 표기할 수 없을 때 사용한다. 이중음자는 경우에 따라 하나의 독립된 자모로 간주하기도 한다. 예를 들어 이중음자 ch를 독립 자모로 간주하는 경우, 사전에서는 c 다음에 ch를 독립 항목으로 설정하여 표제어가 ... ca – cb – cc … cg – ci ... cz – cha – chb … chz – d …의 순서가 된다. 반면, 이를 독립 자모로 간주하지 않는 경우는 cg와 ci 사이에 ch가 나타난다. 이중음자는 각 언어마다 음소와의 대응 규칙이 다르다.

## 이중음자의 예
이중음자의 예로는 qu, ch, sh, th, wh, tz, rr, ll, rz, zs, sx, dh, rh, bb, dd, rs, yy, sz, zx, ds, gu, gh, zh, xx, sy, zy, pp, tt, nn 등이 있다.

## 유니코드
| 글리프     | 이중음자 | 유니코드 코드 포인트 | HTML                    |
| ---------- | -------- | -------------------- | ----------------------- |
| DZ, Dz, dz | Ǳ, ǲ, ǳ  | U+01F1 U+01F2 U+01F3 | &#x1F1; &#x1F2; &#x1F3; |
| DŽ, Dž, dž | Ǆ, ǅ, ǆ  | U+01C4 U+01C5 U+01C6 | &#x1C4; &#x1C5; &#x1C6; |
| IJ, ij     | Ĳ, ĳ     | U+0132 U+0133        | &#x132; &#x133;         |
| LJ, Lj, lj | Ǉ, ǈ, ǉ  | U+01C7 U+01C8 U+01C9 | &#x1C7; &#x1C8; &#x1C9; |
| NJ, Nj, nj | Ǌ, ǋ, ǌ  | U+01CA U+01CB U+01CC | &#x1CA; &#x1CB; &#x1CC; |
| th         | ᵺ        | U+1D7A               |                         |

## 같이 보기
- 다중음자
- 로마자 이중음자 목록